# Los Horcones (Perú)
Los Horcones es un caserío peruano ubicado en el distrito de Montero, perteneciente a la provincia de Ayabaca del departamento de Piura, al norte del Perú. 

## Ubicación
Los Horcones se ubica al oeste de la provincia de Ayabaca, en el distrito de Montero, en el departamento de Piura.

## Demografía
En 2017 Los Horcones tenía una población de 76 habitantes.
| Gráfica de evolución demográfica de Los Horcones entre 1993 y 2017 |
|                                                                    |
| Fuentes: Población 1993 y 2017                                     |